# A tűz és jég dala
A tűz és jég dala (A Song of Ice and Fire) George R. R. Martin amerikai író öt megjelent és további két tervezett regényből álló fantasysorozata. Martin 1991-ben kezdte írni a sorozatot, melynek első részét, a Trónok harca című kötetet 1996-ban adták ki. A könyvek mellett kiadásra került öt novella a sorozat háttértörténetéről, melyek egyike magyarul is megjelent, további három novella, amelyek az első, második és negyedik könyv egy-egy cselekményszálának fejezeteiből állnak, egy térképgyűjtemény és egy kiegészítő kötet. A könyvsorozatot több mint harminc nyelvre fordították le, kiadása után a negyedik rész a The New York Times bestsellerlistájának élére került. A kötetek világszerte több, mint 15 millió példányban keltek el. Az első kötetet Magyarországon 2003-ban adták ki.
A regények különböző nézőpontkarakterek által egyes szám harmadik személyben narrált fejezetekből állnak. Némelyik karakter nézőpontjával mind az öt eddig megjelent kötetben találkozhatunk, mások viszont csak egy vagy néhány könyvben kapnak önálló fejezeteket. Az összes könyv rendelkezik emellett prológussal, a harmadik és ötödik pedig epilógussal is, amelyeket további hét karakter narrál, ők azonban nem állandó karakterek, szerepük jellemzően erre az egyetlen fejezetre korlátozódik a történetben.
A sorozatot középkori európai történelmi események és irodalmi művek inspirálták. A tűz és jég dala számos vonásában különbözik a legtöbb fantasytől; jellegzetességei közé tartozik az árnyalt karakterábrázolás, a jó és gonosz nem egyértelmű meghatározása, továbbá a brutalitás és a szexualitás nyílt kezelése.
A könyvek növekvő népszerűsége vezetett az HBO amerikai tévécsatorna sorozatkészítési jogának 2007-es bejelentéséhez. A létrejövő tv-sorozat az első könyv címét vette fel, nyitóévadát pedig 2011-ben sugározták. Az első és második évad kevés eltéréssel adaptálja a Trónok harca és a Királyok csatája című könyveket, a Kardok viharát azonban hossza miatt két, 2013 és 2014 tavaszán sugározott évadban dolgozták fel. A negyedik évad első epizódjának bemutatója után az adaptáció sikerei miatt az HBO bejelentette további két évad készítését. A regényeken továbbá népszerű társas, kártya- és szerepjátékok, valamint számos grafikai alkotás is alapul.

## Áttekintés
A tűz és jég dala könyvsorozatot 1991-ben kezdte el írni George R. R. Martin. Az első könyv 1996-ban jelent meg, amit további négy követett. Az író eredetileg egy trilógiát tervezett A Game of Thrones, A Dance with Dragons és The Winds of Winter című kötetekkel, azonban a történet kiszélesedése miatt a tervezett első könyv cselekményét három könyv meséli el, a Sárkányok tánca pedig két kötetben jelent meg. Jelenleg Martin további két könyvet tervez The Winds of Winter és A Dream of Spring címekkel, így az eltervezett trilógia cselekménye hét kötetben jelenne meg, de az író szerkesztője, Anne Groell egy interjúban megjegyezte, hogy lehetségesnek tart egy nyolcadik regényt is.
| # | Cím                 | Eredeti cím          | Oldalszám        | Fejezetek száma  | Megjelenés dátuma (USA) | Megjelenés dátuma (Egyesült Királyság) | Megjelenés dátuma (Magyarország) |
| - | ------------------- | -------------------- | ---------------- | ---------------- | ----------------------- | -------------------------------------- | -------------------------------- |
| 1 | Trónok harca        | A Game of Thrones    | 928              | 72               | 1996. augusztus 6.      | 1996. augusztus 6.                     | 2003                             |
| 2 | Királyok csatája    | A Clash of Kings     | 976              | 69               | 1999. február           | 1998. november 16.                     | 2003                             |
| 3 | Kardok vihara       | A Storm of Swords    | 1215             | 81               | 2000. november          | 2000. augusztus 8.                     | 2004                             |
| 4 | Varjak lakomája     | A Feast for Crows    | 896              | 45               | 2005. november 8.       | 2005. október 17.                      | 2007                             |
| 5 | Sárkányok tánca     | A Dance with Dragons | 1151             | 72               | 2011. július 12.        | 2011. július 12.                       | 2012                             |
| 6 | The Winds of Winter | The Winds of Winter  | (előkészületben) | (előkészületben) | (előkészületben)        | (előkészületben)                       | (előkészületben)                 |
| 7 | A Dream of Spring   | A Dream of Spring    | (tervezett)      | (tervezett)      | (tervezett)             | (tervezett)                            | (tervezett)                      |

## Szereplők

### A szereplők kialakítása
A szereplőket a történet szívének tekintő George R. R. Martin A tűz és jég dala számára a kezdetektől számos karaktert és különböző helyszínt tervezett. A Varjak lakomája 63 oldalas szereplőlistával rendelkezik, továbbiak a több ezernyi karakter közül pedig csak megemlítésre kerül vagy hosszú időre eltűnik a cselekményből. Amikor az író egy újabb nemesi családról szóló anyagot ad a könyvek függelékében megjelenő egyre növekvő számú genealógiai ismertetőkhöz, beépít egy, a családtagok személyiségét vagy sorsát előrevetítő adatot; de a háttértörténetük változtatható marad, ameddig az leírásra nem kerül a sorozatban. A sorozat legtöbb karakterét történelmi példák, személyes élményei vagy közszereplők inspirálták. Martin megpróbálja "szereplőimet valósághű és emberi karakterekként ábrázolni, akikben van jó és rossz, nemes és önző és vegyes tulajdonságokkal rendelkeznek", amire a Los Angeles Times újságírója, Jeff VanderMeer megjegyezte, hogy "Martin odaadása szereplőinek teljes átélésére megállíthatatlan lendületet kelt regényeiben és burkoltan kritizálja Tolkien fekete-fehér morális ábrázolását".
Martin tudatosan áthágta a két szereplőnek ugyanazzal a betűvel kezdődő név adását tiltó írói normát. A szereplők nevei emlékeztetnek az egyes középkori európai dinasztiákban uralkodó elnevezési szokásokra, amelyekben egyes nevek egyes királyi házakkal voltak azonosítva. Így A tűz és jég dala fantasyvilágában számos gyermeket Robertnek neveznek el szüleik I. Robert Baratheon király tiszteletére, a legtöbb Stark-generációban van egy, a dinasztia alapítójának emlékére a Brandon nevet viselő férfi, míg a "Ty" szótag gyakran előfordul a Lannister-házi férfiak nevének elején. A családnevek az egyes népek kultúráinak figyelembe vételével kerültek kialakításra: a Westeros északi részén élő Elsők dinasztiáihoz az író nagyon egyszerű, tulajdonságokat leíró neveik vannak (Stark, Strong), a déli Andal hódítók családnevei komplikáltabbak (Lannister, Arryn); a Targaryenek és Essos Valyriából származó lakói pedig egzotikus, az "y" betűt tartalmazó nevekkel rendelkeznek.
Minden szereplő úgy került kialakításra, hogy saját belső hangjával beszélje el a történetet, és ezáltal hangot adjon véleményének a sorozat világáról. A konvencionális epikus fantasyművekkel ellentétben A tűz és jég dala szereplői sebezhetőek, így a The Atlantic szerint az olvasó "nem lehet biztos benne, hogy a jó győzedelmeskedni fog, amely az izgalmas jelenetekben fokozza a feszültséget." Martinnak érzelmi kötődései alakulnak ki a szereplőkhöz az írás alatt, amely a borzalmas eseményeket tartalmazó fejezetek írását esetenként nagyon megnehezíti. A fantasyvilágnak a karakterek szempontjából való látása velük szembeni empátiát igényel. Ez alól a gonosz szereplők sem kivételek, akiket az író gyermekeiként szeret. Martin úgy találta, hogy egyes szereplők saját akarattal rendelkeznek, és néha eltérítik a történetet az eredeti koncepciótól. Ha így nem jut eredményre, az író visszatér a tervezett cselekményhez, de ezen letérések gyümölcsözőnek bizonyulnak.
A tűz és jég dala szereplői közül Arya Stark, Tyrion Lannister, Havas Jon és Daenerys Targaryen generálják a legtöbb visszajelzést az olvasóktól. Tyrion, a morálisan szürke szereplők "legszürkébbike", Martin személyes kedvence, mivel ravaszsága okán az általa narrált fejezeteket a legszórakoztatóbb írni. Brandon "Bran" Stark cselekményszála a legnehezebben megírható. Mint a mágiával legmélyebb kapcsolatban álló szereplő, Brant és a körülötte zajlódó eseményeket Martinnak óvatosan kell kezelnie a könyvek természetfeletti dimenzionalitásában. Bran továbbá a legfiatalabb nézőpontkarakter, és őt is érintik a sorozat legkomolyabb témái (gyász, magány, düh). Martin megpróbálta meggyorsítani a fiatal szereplők a fejezetek közötti növését, de mivel szürrealisztikus lenne, hogy egy szereplő hónapokig ne szólaljon meg, egy könyv nagyon kevés eltelt időt jelent. Az író remélte, hogy a tervezett ötéves időrés, amely a gyerekszereplőket majdnem felnőttkorba juttatta volna, megkönnyíti a szituációt, de a harmadik és negyedik könyv közötti szünet ötletét később elvetette.

### Elbeszélési mód
A regények egyes szám harmadik személyben írt, a sorozat nézőpontkarakterei által narrált fejezetekből állnak. Ezt az írási technikát Martin fiatalon tanulta meg, amikor újságírónak tanult. A Trónok harcában kilenc nézőpontkarakter szerepel, de ez a szám a cselekmény előrehaladásával egyre nő, a Sárkányok tánca megjelenése után pedig elérte a 31-et. Bár léteznek egy alkalommal használt nézőpontkarakterek, ezek a legtöbb esetben a prológusokra és az epilógusokra korlátozódnak. Az elsődleges nézőpontkarakterek által narrált fejezetek címe a karakter neve, míg a másodlagosaké – egy kivételtől eltekintve – a szereplőt leíró alkotott jelző. Az öt megjelent kötetben tizennégy elsődleges és tíz másodlagos nézőpontkarakter szerepel.
A Gyűrűk Urához hasonlóan A tűz és jég dala szereplők egy kicsi csoportjára (akik közül – Daenerys Targaryent kivéve – mindenki Deresben van) fókuszálva kezdődik, majd az első könyv végével különálló cselekményszálakra oszlik szét. A sorozat negyedik és ötödik kötete során további cselekményszálak jelennek meg. A cselekményszálaknak valamikor újra össze kell találkozniuk, de a fordulópont megtalálása a sorozat bonyolultsága miatt problémát jelentett Martinnak és lelassította az írási folyamatot. A sorozat legfontosabb strukturális elemeit – a számos nézőpontkaraktert és a különálló cselekményszálakat – a Martin által 1985 óta szerkesztett Wild Cards című sci-fi könyvsorozat inspirálta.
A forgatókönyvi háttere által befolyásolt Martin az olvasókat a fejezetek intenzív pillanatokkal való befejezésével próbálja a cselekményhez láncolni. A forgatókönyvírás megtanította a szerzőnek a "zsír kivágásának és az izom meghagyásának" technikáját, amely az utolsó lépése egy könyv befejezésének, és amely a Sárkányok tánca hosszát több mint 80 oldallal csökkentette. A sorozat kötetekre osztása nagyon nehéz az író számára. Minden könyv a cselekmény egy részlete, amely a legtöbb szereplő számára lezárt befejezésben végződik, bár néha előfordulnak függőben hagyott befejezések is. A Sárkányok tánca több függőben hagyott befejezést tartalmazott, mint Martin eredetileg tervezte. Mind az elsődleges, mind a másodlagos nézőpontkarakterek cselekményszálai diadallal vagy tragédiával végződnek. A szerző azért öli meg a főszereplők egy részét is, hogy az olvasó ne lehessen biztos a hősök túlélésében, minden egyes oldal olvasásakor átérezze a szereplők félelmét.
A befejezetlen történet spekulációkra ad okot a jövőbeli eseményekről. Martin elmondása szerint a sorozat jövője számára kulcsfontosságúak az első könyv kezdete előtti utolsó 15 évben történtek, amelyekből minden kötet egyre többet fed fel. A kezdettől tervezett események egy részét az író burkoltan előrevetíti, de vigyáz, hogy ne tegye a történetet kiszámíthatóvá. A nézőpontkarakterek, akik néha megbízhatatlan narrátorokként szolgálnak. különböző perspektívákat tárhatnak fel a múltbeli eseményekről. Ebből fakadóan az, amit az olvasók igaznak hisznek, nem feltétlenül igaz valójában.

### Nézőpontkarakterek listája
Elsődleges nézőpontkarakterek:
- Tyrion Lannister (összesen 47 fejezet az első három és az ötödik könyvben)
- Daenerys Targaryen királynő (összesen 31 fejezet az első három és az ötödik könyvben)
- Havas Jon (összesen 42 fejezet az első három és az ötödik könyvben)
- Arya Stark (összesen 33 fejezet mind az öt könyvben)
- Sansa Stark (összesen 24 fejezet az első négy könyvben)
- Lady Catelyn Stark (összesen 25 fejezet az első három könyvben)
- Brandon "Bran" Stark (összesen 21 fejezet az első három és az ötödik könyvben)
- Ser Jaime Lannister (összesen 17 fejezet az utolsó három könyvben)
- Ser Tengerjáró Davos (összesen 13 fejezet a második, harmadik és az ötödik könyvben)
- Theon Greyjoy (összesen 13 fejezet a második és ötödik könyvben)
- Cersei Lannister régenskirálynő (összesen 12 fejezet az utolsó két könyvben)
- Lord Eddard Stark (15 fejezet az első könyvben)
- Samwell Tarly (összesen 10 fejezet a harmadik és negyedik könyvben)
- Tarthi Brienne (8 fejezet a negyedik könyvben)
- Asha Greyjoy (összesen 4 fejezet az utolsó két könyvben)
- Ser Barristan Selmy (négy fejezet az ötödik könyvben)
- Victarion Greyjoy (összesen négy fejezet az utolsó két könyvben)
- Quentyn Martell (négy fejezet az utolsó könyvben)
- Arianne Martell (összesen két fejezet az utolsó két könyvben)
- Jon Connington (két fejezet az ötödik könyvben)
- Aeron Greyjoy (két fejezet a negyedik könyvben)
- Areo Hotah (összesen két fejezet az utolsó két könyvben)
- Melisandre (egy fejezet az ötödik könyvben)
- Ser Arys Oakheart (egy fejezet a negyedik könyvben)

Prológusok és epilógusok narrátorai:
- Will (a Trónok harca prológusa)
- Cressen mester (a Királyok csatája prológusa)
- Chett (a Kardok vihara prológusa)
- Ser Merett Frey (a Kardok vihara epilógusa)
- Pate (a Varjak lakomája prológusa)
- Hatbőrű Varamyr (a Sárkányok tánca prológusa)
- Ser Kevan Lannister (a Sárkányok tánca epilógusa)

| Karakter           | Trónok harca | Királyok csatája | Kardok vihara | Varjak lakomája | Sárkányok tánca | The Winds of Winter | Fejezetek száma |
| ------------------ | ------------ | ---------------- | ------------- | --------------- | --------------- | ------------------- | --------------- |
| Eddard Stark       | 15           | 0                | 0             | 0               | 0               | 0                   | 15              |
| Catelyn Stark      | 11           | 7                | 7             | 0               | 0               | 0                   | 25              |
| Sansa Stark        | 6            | 8                | 7             | 3               | 0               | 1                   | 25              |
| Arya Stark         | 5            | 10               | 13            | 3               | 2               | 1                   | 34              |
| Bran Stark         | 7            | 7                | 4             | 0               | 3               | 0                   | 21              |
| Havas Jon          | 9            | 8                | 12            | 0               | 13              | 0                   | 42              |
| Daenerys Targaryen | 10           | 5                | 6             | 0               | 10              | 0                   | 31              |
| Tyrion Lannister   | 9            | 15               | 11            | 0               | 12              | 2                   | 49              |
| Theon Greyjoy      | 0            | 6                | 0             | 0               | 7               | 1                   | 14              |
| Tengerjáró Davos   | 0            | 3                | 6             | 0               | 4               | 0                   | 13              |
| Samwell Tarly      | 0            | 0                | 5             | 5               | 0               | 0                   | 10              |
| Jaime Lannister    | 0            | 0                | 9             | 7               | 1               | 0                   | 17              |
| Cersei Lannister   | 0            | 0                | 0             | 10              | 2               | 0                   | 12              |
| Tarthi Brienne     | 0            | 0                | 0             | 8               | 0               | 0                   | 8               |
| Areo Hotah         | 0            | 0                | 0             | 1               | 1               | 0                   | 2               |
| Arys Oakheart      | 0            | 0                | 0             | 1               | 0               | 0                   | 1               |
| Arianne Martell    | 0            | 0                | 0             | 2               | 0               | 2                   | 4               |
| Asha Greyjoy       | 0            | 0                | 0             | 1               | 3               | 0                   | 4               |
| Aeron Greyjoy      | 0            | 0                | 0             | 2               | 0               | 1                   | 3               |
| Victarion Greyjoy  | 0            | 0                | 0             | 2               | 2               | 1                   | 5               |
| Quentyn Martell    | 0            | 0                | 0             | 0               | 4               | 0                   | 4               |
| Jon Connington     | 0            | 0                | 0             | 0               | 2               | 0                   | 2               |
| Barristan Selmy    | 0            | 0                | 0             | 0               | 4               | 2                   | 6               |
| Melisandre         | 0            | 0                | 0             | 0               | 1               | 0                   | 1               |

## Cselekmény
A Trónok harcában három cselekményszál szerepel, amik az egész sorozaton keresztül folytatódnak, bár a könyvenként bemutatott új nézőpontkarakterek bonyolítják őket, a negyedik és ötödik könyv során pedig mellékcselekményszálak is megjelennek.
A legfontosabb és legtöbb nézőpontkaraktert felvonultató cselekményszál Westeros kontinensének politikai játszmáit, majd az első könyv végén kirobbanó Öt Király Háborúját mutatja be. A másik két cselekményszál eseményei Westeros északi részén (a Mások nevű humanoid teremtmények készülődése egy támadásra a Hét Királyságot északon védő óriási jégfal ellen) illetve Essoson (a nyugati kontinensről a sorozat kezdete előtt száműzött Targaryen-ház utolsó megmaradt tagjának törekvései apja királyságának visszavevésére) játszódnak.

## A sorozat fantasyvilága
A tűz és jég dala sorozat helyszínéül egy kitalált világ szolgál. Mivel kialakításába George R. R. Martin sok energiát fektetett, részletgazdag történelemmel és kultúrával rendelkezik, valamint számos földrajzi adat is ismert róla. A könyvsorozatban a nézőpontkarakterek belső narrációjából kerül bemutatásra, a 2014 októberében megjelent kiegészítő kötet, A Tűz és Jég világa pedig ezen információkat összegzi és továbbiakat is közzétesz.
A fantasyvilág három kontinenssel rendelkezik, amelyek közül a könyvsorozat számára a legfontosabb Westeros, de Essosban is találhatóak fontos helyszínek. A harmadik kontinens, Sothoryos nem szerepelt az eddig megjelent művekben. A fantasyvilág számos vonásában hasonlít a Földre (földrajzilag és kulturálisan azonban nem). A kitalált növény- és állatfajokon kívül egyetlen szembetűnő különbség van: az évszakok váltakozása nagyon eltérő a bolygónkon tapasztalt viszonyoktól, mivel a forró nyarak évtizedekig, a jéghideg telek pedig generációkig tartanak; a tavasz és az ősz viszont ritkán hosszabbak két évnél.

### Westeros
A tűz és jég dala sorozat fő helyszíne a Westeros kontinens, a fantasyvilág legnyugatabbi földrésze. Westeros keleti partjain túl fekszik a Keskeny-tenger, amely elválasztja Essostól, délen a Nyár-tenger, nyugaton pedig a Napnyugati-tenger határolja. A sorozat idején a kontinens nagy részén a Hét Királyságnak nevezett birodalom terül el, amely egyetlen szárazföldi határral rendelkezik: a legészakibb királyság északi határán emelt hatalmas jégfallal. A Falon túl ugyan élnek emberek, de a populáció nem civilizált, és nem is rendelkezik saját állammal. A Faltól délre a Hét Királyságnak nevezett, tíz régióból álló állam terül el (az elnevezés onnan ered, hogy közvetlenül a Hódítás előtt hét független állam létezett Westeroson).
Westerost egykor kizárólag a mitológiai lények két faja, az Erdő Gyermekei (kicsi, a természettel harmóniában élő humanoid lények) és az óriások lakták. Körülbelül tízezer évvel a sorozat ideje előtt érkeztek Westerosra az Elsők, a nyugati kontinens első emberei. Az Elsők a következő évezredekben, amiket később a Hősök Korának neveztek el, számos királyságot alakítottak ki Westeroson, hatalmuk pedig belháborúik ellenére megkérdőjelezhetetlen volt. Westeros feletti uralmuk csak egy alkalommal állt komolyabb veszélyben, amikor bekövetkezett a Hosszú Éjszakának elnevezett, egy évszázadnál tovább tartó tél. Miközben az Elsők királyságait minden idők leghidegebb tele szorongatta, a nyugati földrész legészakibb részén elterülő Örök Tél Földjén őshonos, Másoknak nevezett humanoid teremtmények elhagyták hazájukat, és megtámadták a déli területeket. Az emberek az Erdő Gyermekei segítségével legyőzték a Másokat, a Hosszú Éjszaka pedig véget ért. A Stark-ház alapítója, Építő Brandon király egy óriási jégfalat épített az emberek legészakabbi királyságának északi határán, amely a Mások támadásainak visszaverésére szolgál. A Hajnal Csatájának győztesei megalapították az Éjjeli Őrséget, egy cölibátusban élő lovagrendet a Fal védelmére. Az Elsők azonban nem élvezhették sokáig a Hosszú Éjszaka utáni békét, mivel nemsokára újabb hódítók érkeztek Westerosra, ezúttal keletről. Az Andaloknak nevezett nép, amelynek kultúrájában a Hét Isten imádata központi helyet töltött be, hamar elfoglalta a Hegy és a Völgy Királyságát, majd onnan tovább terjeszkedett. Westeros tíz régiójából hét az Andalok uralma alá került.
Valyria Végzete a sárkányurak egyetlen dinasztiáját, a Birtokból még annak pusztulása előtt Sárkánykő szigeterődjére költöző Targaryen-házat kímélte meg. A Végzet utáni évszázadban a Targaryenek részt vettek Volantis és a többi Szabad Város a Birtok birodalmáért folytatott háborújában, de a konfliktus vége után elvesztették érdeklődésüket Essos iránt. Rövid idővel később Aegon Targaryen, Sárkánykő ura, kinevezte magát az akkor hét országra osztott Westeros királyának és ezzel megkezdte a később Hódításnak nevezett háborút. Sárkánykő hadserege és flottája kicsi volt, a Targaryeneket pedig kevés uraság támogatta, ezért kezdetben kevesen vették komolyan Aegon deklarációját. Aegon és testvérei azonban rendelkeztek a fantasyvilág utolsó három sárkányával, amelyeknek senki nem tudott ellenállni. Arryn Völgye és az Észak uralkodói megadták magukat, további hat régió ellenállását pedig letörték a Targaryen erők. Dorne-ban, Westeros legrégebbi régiójában, a hercegség uralkodói visszavonultak Rhaenys Targaryen és Sárkánykő hadseregei elől, így a sárkányokat sem lehetett ellenük bevetni, a területet pedig csak később vonták be a Targaryenek birodalmába.
A Hódítás után a Targaryen-ház sárkánykirályai majdnem három évszázadig uralták a Westeroson kialakított birodalmat, a Hét Királyságot. A dinasztia azonban meggyengült három pusztító polgárháború során, amelyek közül a második után kihaltak az utolsó sárkányok. Végül 283-ban a birodalom urai fellázadtak a Targaryen-ház utolsó, őrült és vérszomjas királya ellen. A lázadás során, amely 13 évvel a Trónok harca kezdete előtt történt, a sárkánykirályok korszaka véget ért, a család utolsó két tagja pedig Essosra menekült a rebellis urak által királynak kikiáltott Robert Baratheon haragja elől.

### Essos
Westerostól keletre található egy sokkal nagyobb, az Essos nevet viselő kontinens, amely földrajzilag és kulturálisan is nagyon különbözik a nyugati földrésztől.
Essos területének körülbelül fele egykor a sárkányurak országa, Valyria fennhatósága alá tartozott. Az állam kiterjedése hosszú ideig egy Essos közepén található félszigetre korlátozódott, ennek azonban véget vetett a Ghisi Birodalom és a magát Birtoknak nevező valyriai ország között vívott háborúk sorozata. Ghis, egy háborúskodó rabszolgatartó hatalom, négyszer küldte légióit a Birtok ellen, de a háborúk mindegyik alkalommal a sárkányurak győzelmével végződtek. Az ötödik háborúban Valyria erői bevették Ó-Ghis városát, lakóit elhurcolták rabszolgának, területeit pedig elfoglalták. Sárkányaik háborús haszna láttán a valyriaiak nagyszabású hódító tervek megvalósításába kezdtek. A terjeszkedés elsősorban nyugat felé irányult, ahol a sárkányurak kevés ellenállásba ütköztek, nemsokára pedig a Rabszolga-öböltől Essos keleti partjaiig a legtöbb terület a fennhatóságuk alá került. A Rhoyne folyó partjain lévő városállamok egyesülése és a valyriai gyarmatok elleni támadása elkésett és túlságosan kevésnek bizonyult a Birtok hatalmának megtöréséhez. A rhoyne-iak veresége után Valyria a következő két évszázadban hatalma tetőpontján állt, mint Essos (és az egész fantasyvilág) leghatalmasabb és leggazdagabb birodalma. A második évszázad végén viszont a Birtoknak otthont adó félsziget elpusztult a Tizennégy Lángnak nevezett vulkáncsoport együttes kitörésében. A valyriai dinasztiák közül csak a Westeros partjaihoz közeli Sárkánykő szigeterődjének urai, a Targaryen-ház élte túl a Valyria Végzetének elnevezett eseményt, és ők rendelkeztek az utolsó életben maradt sárkányokkal is. Habár Volantis szabad városa megpróbálta saját irányítása alá vonni, a Birtok essosi birodalma széthullott. A Végzettel a nagy birodalmak korának vége lett a keleti kontinens nagy részén: bár a két legerősebb Szabad Város, Braavos és Volantis; valamint Myr, Lys és Tyrosh rövid ideig fennálló szövetsége, a Triarkaság, nagy gazdasági és katonai hatalmat képviseltek, egyiknek sem sikerült hosszútávú hódításokat véghezvinnie.
A sárkányurak számos települést alapítottak birodalmukban, a Rhoyne folyó vízgyűjtő területén azonban kifejlődött kilenc város, amelyek Valyria szövetségesei voltak, de önkormányzati joggal rendelkeztek. A Birtok bukása után ezek a Szabad Városokként váltak ismertté. Volantis, a legerősebb és leggazdagabb, Essos déli partján épült, legkeletebbre a kilenc település közül. Braavost, amely a keleti kontinens északnyugati részén fekszik, szökött valyriai rabszolgák alapították, akik itt kerestek menedéket gazdáik elől, majd évszázadok munkájával felépítették a fantasyvilág egyik legerősebb városát. Lorathot, a legészakibbat, valamint a két keleti várost, Norvost és Qohort a Birtokból disszidált vallási csoportok alapították és kormányozzák. Lys, Myr és Tyrosh, a három délnyugati város, valyriai erődítményekből és üdülőhelyekből fejlődtek nagy hatalmú kereskedő-metropoliszokká, a Birtok bukása utáni évszázadokban viszont folyamatosan egymással háborúskodnak. Pentos létezett Essos nyugati partjainak a sárkányurak általi annektálása előtt is, de a város Valyria szövetségesévé vált, és így megtarthatta önkormányzati jogát. A Rhoyne vízgyűjtő területétől keletre terülnek el a nomád Dothraki nép területei, azon túl pedig Qarth városállama, Yi Ti birodalma, és Asshai városa.

## Tematika és inspiráció
George R. R. Martin nagy hatást gyakoroltak a gyerekkorában olvasott könyvek. A tűz és jég dala sorozat fantasyvilágát J. R. R. Tolkien és Tad Williams művei, cselekményét azonban középkori európai történelmi események (elsősorban a rózsák háborúja, továbbá a Keresztes háborúk és a Százéves háború). és történelmi regények inspirálták. Martin kitalált világa kevésbé részletgazdag Tolkienénál, aki Arda számára nyelveket és mitológiát dolgozott ki. A szerző a sorozatban kombinálta a történelmi fantasy realizmusát az epikus fantasyben előforduló természetfeletti elemekkel, de a csaták és politikai játszmák lényegesen nagyobb súllyal rendelkeznek a varázslatnál. A ciklusban nem szerepel a jó és a gonosz harca, amely a műfaj egyik tipikus eleme. Martin számára Akhilleusz és Hektór harca Homérosz Iliasz-ában, amely párbaj leírásánál az ókori görög szerző egyik szereplőt sem írja le kifejezetten hősként vagy antagonistaként, például szolgál arra, amit a sorozattal el akar érni. A tűz és jég dalában egyéb, a tradicionális fantasyművekre nem jellemző vonások is szerepelnek; többek között az árnyalt karakterábrázolás, a társadalmi különbségek és a szadista és szexuális témák nyílt kezelése, valamint a főszereplők sebezhetősége.

## A sorozat készítésének története

### Első három könyv (1991–2000)
George R. R. Martin már sikeres fantasy- és sci-fi-szerző volt A tűz és jég dala könyvsorozat megírása előtt. Az 1990-es évek közepére számos irodalmi elismerést, köztük három Hugo-díjat nyert műveiért. Korai könyveinek jó fogadtatása ellenére olvasóközönsége nem volt nagy, és Martin hollywoodi íróként dolgozott az 1980-as évek közepétől. Azonban frusztrálttá vált a munkájának korlátaitól, ezért újra könyvírással kezdett foglalkozni, ahol képzeletét szabadon felhasználhatta. J. R. R. Tolkien műveinek tisztelőjeként epikus fantasyművet akart írni, bár akkoriban még nem voltak erre vonatkozó konkrét ötletei.
1991 nyarán, az Avalon című sci-fi regény írása közben egy hirtelen ötlettől vezérelve írta meg Martin a Trónok harca prológus utáni első fejezetének első változatát. Az író félbehagyta az Avalon készítését, mert biztos volt benne, hogy a fejezet egy nagyobb történet részét képezi. Mivel néhány további fejezet megírása után rájött, hogy új könyve fantasytörténet, térképek és családfák készítésébe fogott. A munka a könyvön félbeszakadt néhány évre, amikor Martin egy tv-sorozat producereként visszatért Hollywoodba.
1994-ben Martin odaadta ügynökének a Trónok harca első kétszáz oldalát és egy kétoldalas összefoglalóját a A Dance with Dragons és a The Winds of Winter tervezett cselekményének. Amikor 1400 oldal megírása után még mindig nem érte el a regény végét, a sorozat cselekményének hat könyvben való elmondását tűzte ki célul, amit kettő, összekapcsolódó trilógiaként képzelt el. Martin, aki kedveli a többértelmű címeket, mert úgy érzi, azok gazdagítják a történetet, A tűz és jég dalát választotta a sorozat címének: a hideg Mások és a tüzes sárkányok harcát az író a "tűz és jég" lehetséges jelentéseként látta, a "dal" szó pedig Martin két korábbi könyvének a címében is megjelent. Robert Frost 1920-ban kelt, "Tűz és jég" (Ice and Fire) című verse is befolyást gyakorolt a címre.
A Trónok harca befejezett és átdolgozott kézirata 1088 oldal hosszú volt (a könyv függeléke nélkül), a kiadásra pedig 1996 augusztusában került sor. Robert Jordan, Az Idő Kereke című fantasysorozat szerzője egy rövid ajánlót írt a könyv első kiadásának borítójára, amely befolyást gyakorolt a regény és ezáltal a sorozat korai sikerére a fantasy-olvasók körében. A Blood of the Dragon (tükörfordításban A sárkány vére) című, a könyv megjelenése előtt publikált novella, amely a regény Daenerys Targaryen nézőpontkarakter által narrált fejezeteinek egy részéből áll, megnyerte a legjobb kisregényért járó Hugo-díjat 1997-ben.
A Trónok harca végső változatából kivont 300 oldalnyi kézirat szolgált a Királyok csatája című második könyv elejeként. A függelék nélkül 1184 oldalnyi kéziratból álló regényt 1999 februárjában publikálták az Amerikai Egyesült Államokban. A Királyok csatája a The New York Times bestsellerlistájának 13. helyét érte el 1999-ben. A Gyűrűk Ura filmtrilógia sikere után Martin megkapta az első ajánlatokat A tűz és jég dala sorozat megfilmesítési jogaira különböző producerektől.
Martin néhány hónap késésben volt a harmadik könyv, a Kardok vihara a kiadónak való átadásával. A könyv utolsóként írt fejezete az úgynevezett "Vörös Nász", egy esküvői lakomán véghezvitt mészárlás bemutatása volt a sorozat egyik legtöbb szadizmust és brutalitást tartalmazó jelenetében. A Kardok vihara a függelék nélkül 1521 oldalnyi kéziratból állt, ami Martin számos kiadójának problémákat okozott világszerte. A Bantam Books egyetlen kötetben adta ki a művet 2000 novemberében az Egyesült Államokban, de néhány más nyelvű publikációban a regényt két, három sőt négy kötetre osztották. A Kardok vihara a The New York Times bestsellerlistájának 12. helyét érte el.

### AVarjak lakomájaés aSárkányok tánca(2000–2011)
A Trónok harca, a Királyok csatája és a Kardok vihara után Martin eredetileg további három könyvet tervezett írni. A negyedik, Sárkányok táncának elnevezett regény Daenerys Targaryen Westerosra való visszatérésére és az ehhez kapcsolódó konfliktusokra fókuszált volna. Martin a történetet öt évvel a Kardok vihara utánra akarta helyezni annak érdekében, hogy a fiatal szereplők idősebbek, a sárkányok pedig nagyobbak legyenek. Egyetértve kiadójával abban, hogy a következő regény nem lehet olyan hosszú, mint a Kardok vihara, Martin körülbelül a második kötet hosszát akarta elérni a negyedikkel. Az író egy hosszú prológusban tervezte elmagyarázni a köztes időben történt eseményeket, kezdetben egyetlen, Aeron "Hínárhajú" Greyjoy által narrált, a vas-szigeteki királyválasztó gyűlést bemutató fejezetként. Mivel a vas-szigeteki eseményeknek kihatást gyakoroltak a tervezett cselekményre és a létező nézőpontkarakterek által narrált fejezetekben nem lehetett elmesélni őket, Martin három új POV-karaktert mutatott be.
2001-ben Martin még mindig optimista volt, hogy a sorozat negyedik része megjelenhet 2002 utolsó negyedében. Az időrés azonban problémákba ütközött az írás folyamata során. Egyrészt az író elégedetlen volt az eltelt idő során történt események kizárólag visszaemlékezéseken keresztüli bemutatásában, másrészt viszont nem lett volna hihető, hogy öt év során semmi ne történjen. Egy évi munka után Martin felismerte, hogy szüksége van egy köztes könyvre a sorozat negyedik részének, amelyet Varjak lakomája névre keresztelt. Martin elvetette az ötéves időrés ötletét, a negyedik könyv kezdetét pedig rögtön a Kardok vihara vége után helyezte. A 250 oldalas prológus anyaga új, vas-szigeteki és dorne-i nézőpontkarakterek által narrált fejezetekbe került. Ezek a bővített cselekményszálak bonyolították a sorozat cselekményét és problémákat okoztak az írónak.
A Varjak lakomája hossza végül meghaladta a harmadik könyvét. Martin vonakodott megtenni a szükséges, sok cselekményt érintő vágásokat a könyv publikálható hosszra való lecsökkentése érdekében, ugyanis ez veszélyeztette volna az általa elképzelt történetet. Másrészt Martin visszautasította kiadójának javaslatát a könyv kronológiailag két részre osztására. Az író máris késésben volt a könyvvel, még nem is kezdte el megírni minden karakter történetét és nem akarta befejezni a könyvet bármiféle befejezés nélkül számos cselekményszálon.
Mivel a karakterek a cselekmény ezen pontján a cselekményszálak szerteágazása miatt már a fantasyvilág számos helyszínén voltak elhelyezve. Martinnak javasolta egy barátja, hogy földrajzilag ossza két könyvre a cselekményt, amelyek közül az első lenne a Varjak lakomája. Ez megadta volna a szükséges teret Martinnak a megkezdett cselekményszálak eredetileg tervezett befejezésére. Az író a keleti (Essos) és északi (Deres és a Fal) helyszíneken játszódó befejezetlen cselekményszálakat az ötödik könyvbe, a Sárkányok táncába helyezte, a Varjak lakomájának pedig a többi westerosi helyszínen (Királyvárban, a Folyóvidéken, Dorne-ban és a Vas-szigeteken) történt események elmondásának feladatát adta. Mindkét könyv azonnal a Kardok vihara vége után veszi kezdetét, egymással párhuzamos idővonalban haladva és kis átfedéssel különböző karaktereket tartalmazva. Martin Arya Stark fejezeteit elosztotta a negyedik és ötödik könyv között, miután további három népszerű szereplő (Daenerys Targaryen, Tyrion Lannister és Havas Jon) cselekményszálait már a Sárkányok táncába helyezett.
Az Egyesült Királyságban 2005 október 17-én, az Amerikai Egyesült Államokban pedig az év novemberében publikált Varjak lakomája megjelenése után azonnal a The New York Times bestsellerlistájának élére került. A könyv pozitív kritikusai volt Lev Grossmann, a Time magazin újságírója, aki Martint az "amerikai Tolkien"nek nevezte. Ennek ellenére rajongóknak és kritikusoknak egyaránt csalódást okozott a történet elvágása, amely számos népszerű szereplő történetét nem mesélte el a Kardok vihara befejezése után. Martin megemlítette a Varjak lakomája epilógusában, hogy a következő kötet meg fog jelenni a következő évben (2006-ban). Ennek ellenére a publikálás dátuma ismételten eltolásra került. Az HBO amerikai tévécsatorna 2007-ben megszerezte a jogokat A tűz és jég dalát adaptáló televíziós sorozat készítésére, az első könyv nevét felvevő sorozat tíz epizódból álló, a Trónok harcát feldolgozó első évadát pedig 2011 tavaszán sugározták.
A körülbelül 1600 oldalnyi kéziratból álló, hat évig írt Sárkányok tánca végül 2011 júliusában került publikálásra, és hosszabb volt mind oldalszámban, mind pedig az írásra felhasznált időben, mint bármelyik az előző négy könyv közül. Bár a Sárkányok tánca már a könyv háromnegyedénél eléri a Varjak lakomája történetének végét, és a későbbiekben folytatja is azt; kevesebb cselekményt fed, mint amennyit Martin eredetileg írni szándékozott, kihagyva legalább egy tervezett nagy csatajelenetet. Az író a késést elsősorban a "meereeni csomó" kioldásának tulajdonította, vagyis a Daenerys Targaryen körül összpontosuló cselekményszál megírása körüli nehézségek leküzdésének. Martin szintén elismerte, hogy túl sok időt töltött a történet újraírásával és tökéletesítésével, de elutasította egyes kritikusainak azon elméleteit, amelyek szerint elvesztette érdeklődését a sorozat írásában vagy idejét arra használta, hogy minél több pénzt keressen.

### Tervezett jövőbeli kötetek
Martin a sorozat utolsó két kötetét körülbelül 1500 kéziratoldalnyi hosszú könyveknek tervezi. A hatodik könyvet az író The Winds of Winternek nevezte el, ezzel a tervezett trilógia zárókötetének címét adva neki. 2010 közepén Martin már befejezte a hatodik könyv öt fejezetét Sansa Stark, Arya Stark, Arianne Martell és Aeron "Hínárhajú" Greyjoy nézőpontjaiból, ezzel 100 befejezett oldalt produkálva. A The Winds of Winter "két nagy csatajelenettel fog kezdődni, amelyeket [az ötödik könyv] felépített, a csatával a jégben és a csatával [...] a Rabszolga-öbölért. És onnan fogja folytatni a történetet." A Sárkányok tánca kiadása után Martin bejelentette, hogy 2012 januárjában folytatja a sorozat írását A köztes időszakot könyvrendezvényeken való részvétellel és a jelenleg még meg nem jelent The World of Ice and Fire című kiegészítő anyagon és a Tales of Dunk and Egg sorozat új részén való munkával töltötte.
2011 decemberében Martin megjelentetett egy Theon Greyjoy által narrált fejezetet a The Winds of Winter-ből a weboldalán és megígérte, hogy a Sárkányok tánca papírkötésű angol kiadásába még egy beillesztésre fog kerülni Nemzetközi papírkötésű kiadások nem tartalmazták ezt a fejezetet, míg az eredetileg 2012 nyarára várt észak-amerikai papírkötésű kiadás megjelenése eltolódott 2013. október 29-re. 2012 októberében a hatodik könyv négyszáz oldala volt már megírva, bár az író ebből csak kétszázat tekintett teljesen befejezettnek, a többi pedig átdolgozásra szorul. Martin publikált még egy fejezetet a The Winds of Winter-ből Arianne Martell nézőpontjából 2013 januárjában. Az író reméli, hogy sokkal kevesebb idő alatt sikerülni fog neki befejezni a hatodik könyvet, mint a Sárkányok táncát. Martin a The Winds of Winter elkészítési idejét három évre becsülte jó tempóban, de leszögezte, hogy a könyv "akkor lesz készen, amikor készen van", elismerve, hogy a megjelenés dátumának becslésében túl optimista volt a múltban. Martin nem szándékozik a cselekményszálakat és ezáltal a karaktereket újra földrajzilag szétválasztani, de azt mondta, hogy "Három évvel utána [2011 után], amikor 1800 oldalnyi kéziraton ülök semmilyen végződéssel a láthatáron belül, ki a fene tudja".
Az utolsó kötet ideiglenes elnevezéseként szolgáló A Time for Wolves-szal elégedetlen Martin 2006-ban bejelentette, hogy a hetedik könyv címe A Dream of Spring lesz. Martin biztos abban, hogy A tűz és jég dala sorozat a hetedik könyvvel fog befejeződni: "ameddig el nem határozom, hogy mégsem vagyok benne biztos". Mivel az író célja a történet az elejétől a végéig történő elmesélése, nem fogja lerövidíteni azt, hogy egy előre meghatározott kötetszám teljesüljön. Martin eltervezte a befejezést nagyobb vonásokban, valamint a fontosabb karakterek jövőjét is; és keserédes elemekkel fogja befejezni a sorozatot, amelynek végén nem mindenki fog boldogan élni haláláig. Martin reméli, hogy A tűz és jég dala sorozatot A Gyűrűk Ura trilógia végéhez hasonló módon fogja tudni befejezni, mert úgy érzi, hogy az kielégítő mélységet és visszhangot garantált a történetnek. Másrészt megjegyezte, hogy nagy kihívást jelentett elkerülni egy, a Lost – Eltűntek című televíziós sorozat fináléjához hasonló szituációt, amely számos rajongót csalódásban részesített, mert túlságosan eltért az elképzeléseiktől.
A tv-sorozat készítésének korai szakaszában Martin megosztotta a tervezett cselekmény markáns pontjait David Benioff és D. B. Weiss producereknek, hogy képesek legyenek elképzelései szerint befejezni a történetet az ő halálának esetében (a The New York Times 2011-es tudósítása szerint az akkor 62 éves író jó egészségi állapotban volt). Martin biztos benne, hogy sikerülni fog neki legalább a The Winds of Winter megjelentetése, mielőtt a televíziós sorozat utoléri és lehagyja a könyvek cselekményét. Ennek ellenére általános aggódás alakult ki a könyvek rajongói körében arról, hogy sikerül-e majd az írónak megtartani az adaptációval szembeni előnyét. Ennek eredményeképpen Benioff és Weiss 2013-ban a cselekmény további jövőbeli pontjairól szereztek tudomást annak érdekében, hogy jobban el tudják készíteni a televíziós sorozat esetleges jövőbeni évadjait, többek között a legfontosabb karakterek történetének végét. A könyvek cselekményszálaitól való eltérések megfontolásra kerülnek, de egy kétéves kihagyás a feldolgozás készítői számára elfogadhatatlan, mert ennek következtében a sorozat népszerűsége csökkenne, a gyerekszínészek pedig tovább nőnének, amely problémákat vetne fel az általuk játszott karakterek megjelenése számára. Martin utalt rá, hogy nem fog felkérni egy másik írót A tűz és jég dala sorozat befejezésére.
A tűz és jég dala sorozatot fő opuszának tekintő Martin biztos benne, hogy soha többé nem fog ilyen kaliberű művet írni és fikcionális univerzumába csakis különálló novellák írása érdekében fog visszatérni. Martin elsősorban a fantasyvilág más történelmi periódusairól való írást preferálja a sorozat közvetlen folytatása helyett. Egy lehetséges jövőbeli mellékprojekt egy I. Aegon Targaryen király westerosi hódító háborúját leíró előzmény. Martin azt nyilatkozta, hogy szeretne visszatérni irodalmi művek írásához különböző műfajokban (horror, fantasy, sci-fi stb.). Kíváncsi rá, hogy jelenlegi közönsége követni fogja-e munkáit következő projektjének publikálása után.

## Fogadtatás

### Kritikai fogadtatás
A tűz és jég dala sorozat első három könyve George R. R. Martin megírásuk előtti relatív ismeretlenségének ellenére jó fogadtatásban részesült, a kritikák elsősorban a kiváló szereplőkidolgozást és a varázslat kicsi szerepét emelték ki pozitívumként. A szerzőt kritizálták a Varjak lakomája és a Sárkányok tánca csonka mivolta miatt (a ciklus negyedik és ötödik részét az író eredetileg egy kötetben tervezte megjelentetni, de a mű hossza miatt végül földrajzilag kettéosztotta a cselekményt), valamint a cselekmény ezen könyvekben történő felaprózódásáért. Ennek ellenére a negyedik könyv 2005-ben publikálása után azonnal a The New York Times bestsellerlistájának első helyére került, a Time újságírója, Lev Grossman pedig Martint az "amerikai Tolkien"-nek nevezte. Sok rajongó és Martin kiadója is nehezményezte az írási folyamat lassúságát és a könyvek megjelenése között ebből fakadóan eltelt időmennyiséget, továbbá számos lesújtó vélemény érte a ciklust a regényekben gyakran előforduló szadista és szexuális tartalom miatt. Mindezen kritikák ellenére Martin népszerűsége akkora, hogy 2011-ben a USA Today napilap az Év Írója címmel tüntette ki, és felkerült a Time magazin a világ 100 legbefolyásosabb emberét felsoroló listájára. A szerzőről elismerő cikkek születtek a többek között a Los Angeles Timesban, a The New York Timesban, a Publishers Weeklyben, az Entertainment Weeklyben és a Science Fiction Weeklyben.

### A kötetek értékesítése
A különböző sajtóorgánumok A tűz és jég dala ciklus eladási adatairól szóló tudósításai ellentmondanak egymásnak, de abban egyetértenek, hogy a sorozat óriási sikert aratott a könyvpiacon: a The New Yorker szerint 2011 áprilisáig (még a Sárkányok tánca megjelenése előtt) összesen több mint 15 millió kötet került világszerte értékesítésre, a The Globe and Mail ugyanezt az adatot közölte az év júliusában (röviddel az ötödik regény megjelenése után), a USA Today ugyanakkor összesen 8 500 000, az év decemberében pedig 12 millió nyomtatott eladott példányról tudósított. A Forbes szerint George R. R. Martin 2011-ben a világ 12. legtöbbet kereső írója volt 15 millió amerikai dollárnyi bevétellel. A sorozatot 36 nyelvre fordították le.
Martin kiadója azt várta kezdetben, hogy a Trónok harca bestseller lesz, de a sorozat első része még alacsony pozíciót sem ért el a bestsellerlistákon. Martint ez nem lepte meg, mert szerinte "csak egy bolond számít arra, hogy valami sikeres lesz". Ennek ellenére a könyv lassan megnyerte a független könyvkereskedők és az olvasók tetszését, a folytatások megjelenésével pedig a ciklus népszerűsége óriásit nőtt. A második kötet 1999-ben, míg a harmadik 2000-ben felkerült a The New York Times bestsellerlistájára. A Varjak lakomája 2005-ös megjelenése után azonnal a The New York Times bestsellerlistájának élére került, a Sárkányok tánca pedig ugyanezt érte el 2011-ben.
A Sárkányok tánca már megjelenésének napján, 2011. július 12-én kiemelkedő sikert aratott a könyvpiacon: 170 000 keményfedeles kötetet, 110 000 e-könyvet és 18 000 hangoskönyvet adtak el belőle 24 óra leforgása alatt. Bár A tűz és jég dala ciklus ötödik részéből – a legtöbb nagy sikerű műtől eltérően – több nyomtatott példányt adtak el, mint digitálisat, Martin lett a tizedik 1 millió Amazon Kindle e-könyvet eladó író. Mivel a ciklus sikere új érdeklődést ébresztett a szerző régebbi művei iránt, amerikai kiadója, a Bantam Spectra újra kiadta néhány korábbi regényét. A Trónok harca televíziós sorozat népszerűsége növekedést okozott a sorozat köteteinek értékesítésében.

### Díjak és jelölések

#### Trónok harca
- Locus-díj – legjobb fantasy-regény – 1997[100]
- World Fantasy díj jelölés – legjobb regény – 1997[101]
- Nebula-díj jelölés – legjobb regény – 1997[102]

#### Királyok csatája
- Locus-díj – legjobb fantasy-regény – 1999[100]
- Nebula-díj jelölés – legjobb regény – 1999[102]

#### Kardok vihara
- Locus-díj – legjobb fantasy-regény – 2001[100]
- Hugo-díj jelölés – legjobb regény – 2001[103]
- Nebula-díj jelölés – legjobb regény – 2001[104]

#### Varjak lakomája
- Hugo-díj jelölés – legjobb regény – 2006[105]
- Locus-díj jelölés – legjobb fantasy-regény – 2006[100]

#### Sárkányok tánca
- Locus-díj – legjobb fantasy-regény – 2012[106]
- Hugo-díj jelölés – legjobb regény – 2012[107]
- World Fantasy díj jelölés – legjobb regény – 2012[108]

## Magyarul
- Trónok harca. A Tűz és Jég dalának első könyve; ford. Pétersz Tamás; Alexandra, Pécs, 2003
- Királyok csatája. A Tűz és Jég dalának második könyve; ford. Pétersz Tamás; Alexandra, Pécs, 2003
- Kardok vihara. A Tűz és Jég dalának harmadik könyve; ford. Pétersz Tamás; Alexandra, Pécs, 2004
- Varjak lakomája. A Tűz és Jég dalának negyedik kötete; ford. Pétersz Tamás; Alexandra, Pécs, 2007
- Sárkányok tánca. A Tűz és jég dala ciklus ötödik kötete; ford. Novák Gábor; Alexandra, Pécs, 2012
- Trónok harca. A Tűz és jég dala ciklus első kötete; ford. Pétersz Tamás, átdolg. Novák Gábor; 3. jav. kiad.; Alexandra, Pécs, 2013
- Varjak lakomája. A Tűz és jég dala ciklus negyedik kötete; ford. Pétersz Tamás, Novák Gábor; 3. jav. kiad.; Alexandra, Pécs, 2013
- A hét királyság lovagja. Történetek A tűz és jég dala világából; ford. Novák Gábor; Alexandra, Pécs, 2014
- Királyok csatája. A Tűz és jég dala ciklus második kötete; ford. Pétersz Tamás; 3. jav. kiad.; Alexandra, Pécs, 2014
- Kardok vihara. A Tűz és jég dala ciklus harmadik kötete; ford. Pétersz Tamás; 4. jav. kiad.; Alexandra, Pécs, 2014
- Sárkányok tánca. A Tűz és jég dala ciklus ötödik kötete; ford. Novák Gábor; 3. jav. kiad.; Alexandra, Pécs, 2014

## Trónok harcatelevíziós sorozat
A tűz és jég dala népszerűségének növekedése az HBO amerikai tv-csatorna sorozatkészítési jogainak 2007-es bejelentéséhez vezetett. Az első könyv címét felvett televíziós sorozat, a Trónok harca 2011 áprilisában bemutatott első évada nagy sikert aratott. A csatorna ezért két nappal az első epizód premierje után megrendelte a sorozat a Királyok csatája című kötetet feldolgozó második évadát. 2011. július 14-én a sorozatot 13 Emmy-díjra jelölték, többek közt legjobb drámasorozat, és legjobb mellékszereplő (Peter Dinklage) kategóriában. 2012 áprilisában, tíz nappal a második évad bemutatója után az HBO bejelentette a tv-sorozat harmadik évadának készítését. A Kardok vihara hossza miatt a harmadik évad csak a könyv tartalmának körülbelül felét dolgozta fel. Kis idővel a harmadik évad 2013 márciusi bemutatója után a csatorna megerősítette, hogy a Trónok harca vissza fog térni egy negyedik évaddal, a Kardok vihara második felének, valamint a Varjak lakomája és a Sárkányok tánca egyes részeinek adaptációjával. A harmadik évadot 17 Emmy-díjra jelölték. Két nappal a negyedik évad első epizódjának 2014. április 6-i bemutatója után bejelentésre került, hogy az HBO megrendelte a sorozat ötödik és hatodik évadát.
A tv-sorozat kitalálói David Benioff és D. B. Weiss, akik 29 epizód forgatókönyvét is megalkották, valamint 1-1 epizódot rendeztek. A könyvsorozat szerzője, George R. R. Martin aktívan közreműködött az adaptáció készítésében és az első négy évad mindegyikében egy epizód forgatókönyvét is megírta, de 2014-ben bejelentette, hogy a következő évadban A tűz és jég dala hatodik kötetének írásával való elfoglaltsága miatt ezt nem fogja megtenni. A sorozat főszereplői Emilia Clarke mint Daenerys Targaryen, Peter Dinklage mint Tyrion Lannister, Kit Harington mint Havas Jon, Lena Headey mint Cersei Lannister, Nikolaj Coster-Waldau mint Ser Jaime Lannister, Sophie Turner mint Sansa Stark, Maisie Williams mint Arya Stark és Carice van Houten mint Melisandre. Egyes színészek, többek között Charles Dance (Lord Tywin Lannister), Sean Bean (Lord Eddard Stark), Mark Addy (Robert Baratheon) és Jack Gleeson (Joffrey Baratheon) elhagyták a sorozatot az általuk játszott karakter halála miatt.

## Kapcsolódó novellák és kiegészítő kötetek
A tűz és jég dala sorozat egyes cselekményszálai megjelentek rövid novellákban is:
- Blood of the Dragon – Daenerys Targaryen fejezetei a Trónok harcából
- Path of the Dragon – Daenerys Targaryen fejezetei a Királyok csatájából
- Arms of the Kraken – a Varjak lakomája Vas-szigeteken játszódó fejezetei

George R. R. Martin írt három előzménynovellát a sorozat kiegészítésére, amelyek Westeroson játszódnak, kilencven évvel a Trónok harca kezdete előtt. A novellasorozat, amelynek angol neve Tales of Dunk and Egg, nem kapcsolódik közvetlenül a regényekhez. Eddig három novella jelent meg a sorozatból, Martin pedig legfeljebb további nyolc írását tervezi. Az első két novella alapján képregényadaptáció is készült.
A Tales of Dunk and Egg sorozat eddig megjelent részei:
- Kóbor lovag (The Hedge Knight, 1998)
- The Sworn Sword (2003)
- The Mystery Knight (2010)

2013-ban került publikálásra a The Princess and the Queen or, the Blacks and the Greens című novella, amely a Sárkányok táncának nevezett Targaryen polgárháború történetét meséli el; 2014-ben pedig ennek előzménye, a The Rogue Prince, or, A King's Brother.
2012-ben megjelent a egy, a fantasyvilág legtöbb helyszínét bemutató térképgyűjtemény, a The Lands of Ice and Fire. 2014-ben került publikálásra a sorozat kiegészítő kötete, A Tűz és Jég világa (The World of Ice and Fire), amely a fantasyvilág történelmét és kultúráját mutatja be. A könyvet Martin ifj. Elio M. Gracía és Linda Antonsson, a Westeros.org weboldal alapítói segítségével írta.

### Fordítás
- Ez a szócikk részben vagy egészben  az   A Song of Ice and Fire című angol Wikipédia-szócikk fordításán alapul.  Az eredeti cikk szerkesztőit annak laptörténete sorolja fel. Ez a jelzés csupán a megfogalmazás eredetét és a szerzői jogokat jelzi, nem szolgál a cikkben szereplő információk forrásmegjelöléseként.
- Ez a szócikk részben vagy egészben  a   Das Lied von Eis und Feuer című német Wikipédia-szócikk fordításán alapul.  Az eredeti cikk szerkesztőit annak laptörténete sorolja fel. Ez a jelzés csupán a megfogalmazás eredetét és a szerzői jogokat jelzi, nem szolgál a cikkben szereplő információk forrásmegjelöléseként.
- Ez a szócikk részben vagy egészben  a   Translations of A Song of Ice and Fire című angol Wikipédia-szócikk fordításán alapul.  Az eredeti cikk szerkesztőit annak laptörténete sorolja fel. Ez a jelzés csupán a megfogalmazás eredetét és a szerzői jogokat jelzi, nem szolgál a cikkben szereplő információk forrásmegjelöléseként.

### Könyvek
- George R. R. Martin. Trónok harca. Alexandra Kiadó (2013)
- George R. R. Martin. Királyok csatája. Alexandra Kiadó (2008)
- George R. R. Martin. Kardok vihara. Alexandra Kiadó (2014)
- George R. R. Martin. Varjak lakomája. Alexandra Kiadó (2013)
- George R. R. Martin. Sárkányok tánca. Alexandra Kiadó (2012)
- George R. R. Martin. A Clash of Kings. Bantam Books (2011)
- George R. R. Martin. Zeit der Krähen. Blanvalet (2012)
- George R. R. Martin. Die Dunkle Königin. Blanvalet (2012)
- George R. R. Martin, ifj. Elio M. Gracía és Linda Antonsson. The World of Ice and Fire. HarperCollins (2014)
- George R. R. Martin, ifj. Elio M. Gracía és Linda Antonsson. A Tűz és Jég világa. I. P. C. Könyvek (2014)